# Фронтиспис

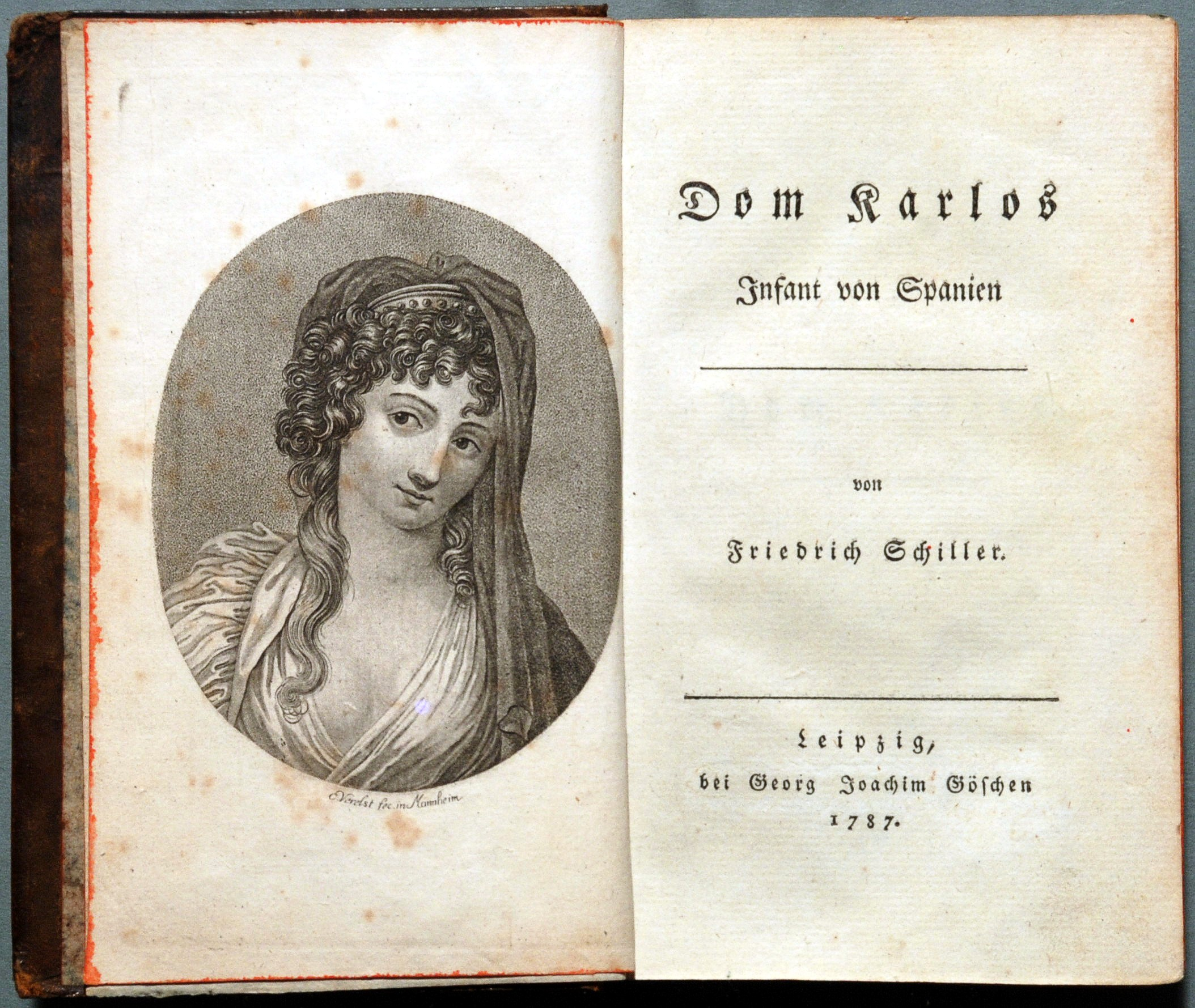
Фронтиспис и титульный лист первого издания «Дона Карлоса» Ф. Шиллера

Фронтиспи́c (фр. frontispice, от лат. frons, родительный падеж frontis — лоб, перед и лат. specio, spicio — смотрю; буквально — смотрю в лоб) — рисунок, размещаемый на одном развороте с титулом на чётной полосе.
Обычно рисунок фронтисписа не имеет подписи, но иногда вместо подписи дают автограф автора. Как правило, фронтиспис помещают на второй полосе издания (титул — на третьей). Рисунок размещают на оптической середине полосы заданного формата. Фронтиспис может быть «приклейным» — напечатанным отдельно от тетради на более качественной бумаге и приклеенным к первой тетради книжного блока до того, как будет приклеен форзац.